# 데카
데카(deca, 기호: da)는 SI 단위계에서 101을 나타내는 접두어이다.
다른 접두어에 비해서 사용되는 횟수가 훨씬 적다.

## 같이 보기
- SI 접두어